# Body Language (Galena)
Body Language è un singolo della cantante bulgara Galena, pubblicato il 28 luglio 2014.